# Мисаил Абалацкий
Мисаил Абалацкий (в миру — Павел Иванович Фокин; 29 июня 1797, село Липоярское, Тобольская губерния — 19 августа 1852, Тобольск) — иеромонах Русской православной церкви, клирик Тобольской епархии.
Канонизирован Русской православной церковью в лике преподобного, память совершается (по юлианскому календарю): 10 июня (Собор Сибирских святых) и 17 декабря.

## Жизнеописание
Родился в семье диакона села Липоярское Тобольской губернии Ивана Кузьмича Фокина. В крещении был наречён Павлом. Начальное образование получил дома у своего деда Кузьмы, который обучил Павла грамоте. В 1806 году был отдан для обучения в Тобольскую духовную семинарию, проживал у своих родственниц — священнических вдов. В 1817 году окончил семинарию, родители хотели видеть его священником и предлагали вступить в брак, но Павел имел склонность к монашеской жизни. Не получив благословения родителей на уход в монастырь он поступил сначала причётником в тобольскую церковь Петра и Павла с посвящением в стихарь, а в мае 1818 года он был назначен учителем латинской грамматики Тобольской семинарии. Также в семинарии ему было поручено заведовать библиотекой.
Менее чем через год семинария была реорганизована и Павел оказался за штатом. К этому времени в его родном селе освободилась вакансия священника. Павел согласился на уговоры родителей и в январе 1819 года вступил в брак с девушкой Татьяной, дочерью священника из села. 2 марта 1819 года архиепископ Тобольский Амвросий (Келембет) рукоположил его во иерея к Богоявленской церкви села Липоярское. В браке у Павла родился сын Михаил (стал священником, а овдовев принял монашеский постриг) и две дочери (стали жёнами священников).
Семейная жизнь не отвлекала Павла от приходских забот, всю работу по хозяйству взяла на себя жена. В январе 1824 года Павла перевели к недавно построенной церкви Ильи Пророка в деревне Готопуповой Ишимского уезда. В 1829 году он был назначен благочинным, но эта должность сильно отрывала его службы на приходе, который не имел кроме него других священников и он попросил о переводе его к двух или трёхштатной церкви. Прошение удовлетворили и в сентябре 1832 года его перевели в церковь Петра и Павла в Абацкой слободе в семидесяти верстах от Ишима.
2 апреля 1839 года скончалась его супруга Татьяна. Не желая быть вдовым священником на сельском приходе, Павел подал прошение Тобольскому архиерею о зачислении его в число братии Абалацкого Знаменского монастыря. Указом консистории от 23 июня 1839 года прошение было удовлетворено и 17 декабря того же года ректор Тобольской семинарии архимандрит Евфимий (Милославов) постриг Павла в монашество с именем Мисаил. В монастыре архиепископ Афанасий (Протопопов) назначил его на должность казначея, но Мисаил не имел ни опыта, ни склонности к хозяйственным делам. Видя это, игумен Антоний взял на себя работу казначея.
В марте 1843 года новый тобольский архиерей Владимир (Алявдин) вызвал Мисаила из Абалакского монастыря в Тобольск и назначил его священником Крестовой церкви архиерейского дома с исполнением обязанностей духовника самого архиерея и городского духовенства. Также Мисаилу было поручено принимать исповеди у лиц, поступающий в духовный сан. В 1845 году в Тобольск прибыл новый архиепископ Георгий (Ящуржинский), любивший особою точность отправления богослужения. Он лично экзаменовал всех претендентов на место священника или диакона и в случае неудовлетворительного результата направлял ставленника к отцу Мисаилу для обучения порядку богослужения, чтения, пения и произнесения поучений. Шесть с половиной лет Мисаил исполнял эти обязанности наставника и экзаментара.
В июле 1852 года в Тобольск традиционно прибыла сибирская святыня — Абалакская икона Божией Матери. Мисаил непрестанно совершал перед ней молебны, но присутствующие заметили в нём чрезмерную усталость и болезненный вид. Ему было предложено пойти отдохнуть. Мисаил зашёл в свою келью, лёг и больше не смог встать. Он скончался после принятия Святых Христовых Тайн 19 августа 1852 года. Отпевание Мисаила совершил прибывший в Тобольск новый архиепископ Евлампий (Пятницкий) в сослужении городского духовенства. Погребение совершили в загородной церкви архиерейского дома.

## Канонизация и почитание
В 1984 году Мисаил был прославлен в Соборе Сибирских святых в лике преподобного.